# Меропа
Меропа (стгрч. Μερόπη, Merópe), у грчкој митологији једна од седам Плејада, кћерки Атласа и Плијоне, кћерке Океана и Тетиде.

## Митологија
Када су њихове посестриме Хијаде умрле од туге за својим мртвим братом Хијантом, одузелу су себи живот од жалости, а бог Зевс их је све претворио у звезде, а било их је седам сестара Плејада:
- Маја
- Меропа
- Електра
- Тајгета
- Алкиона
- Келено
- Стеропа

Мереопа или „Речита“, „Смртоносна“, „Пчелоједа“ је од свих Плејада, имала смртног човека за мужа - Сизифа, краља Коринта, са којим је живела на острву Хиос. Меропа је била мајка Глаука, Орнитиона, Терсандера и Алма. По наговору мужа, који није желео да умре, Меропа није извела одговарајуће посмртне обреде после његове смрти, па је Сизифа Хад морао да врати у свет живих, под условом да се он врати чим изврши припреме за посмртне обреде. Сизиф то није урадио, већ је наставио да живи до дубоке старости, а за казну, због непослушности богова, Сизиф је осуђен да вечно гура камен уз брдо, који се одмах потом скотрља у провалију.
Када Плејаде сијају на небу, Меропа је најслабија звезда - кажу да се „црвени од стида“ јер се удала за смртника и ту звезду често називају изгубљеном Плејадом, јер је астрономи у почетку нису регистровали.
Плејаде представљају седам сјајних звезда на небу, спектралне класе Б, у сазвежђу Бика које могу да се виде голим оком у летњим месецима.